# Ta-Nehisi Coates
Pour les articles homonymes, voir Coates.
Ta-Nehisi Coates [ˌtɑːnəˈhɑːsi ˈkoʊts], né le 30 septembre 1975 à Baltimore (Maryland), est un écrivain et journaliste américain. 

## Biographie
Après des études à l'université Howard de Washington, Ta-Nehisi Coates se consacre au journalisme. Il est correspondant à The Atlantic où il couvre les affaires nationales, et s'intéresse particulièrement aux violences raciales.
Il publie en 2008 The Beautiful Struggle, un essai autobiographique sur son enfance à l'ouest de Baltimore. Il y évoque l'influence de son père, un ancien membre du Black Panther Party, l'insécurité de la ville et son expérience de l'école.
En 2015 paraît Between the World and Me, traduit sous le titre Une colère noire en français, un livre écrit comme une longue lettre à son fils, dans lequel il montre qu'en dépit des décennies de luttes pour les droits civiques, le racisme contre les Noirs reste un problème majeur aux États-Unis. Son livre prend comme point de départ les meurtres d'Afro-Américains par la police pour s'interroger sur la précarité du corps des Noirs aux États-Unis,. L'ouvrage reçoit le National Book Award et l'écrivaine Toni Morrison affirme que Coates « comble le vide intellectuel » laissé par la mort de James Baldwin.
En 2016, dans un article sur le « visage de Nina Simone », il s'interroge sur le choix de l'actrice Zoe Saldaña pour incarner le rôle de Nina Simone et pose la question de la représentation des Noirs dans la culture américaine.
En avril de la même année, il collabore avec Marvel à l'écriture du scénario de plusieurs arcs narratifs de la nouvelle série du comics Panthère noire.
En juillet 2018, Coates annonce qu'il quitte The Atlantic après 10 ans au journal.
En 2019, son premier roman, The Water Dancer (en) est très bien accueilli ; la traduction française La Danse de l'eau (août 2021) également.

### Prix
- 2018 : prix Eisner de la meilleure mini-série pour La Panthère noire : World of Wakanda (avec Roxane Gay et Alitha Martinez)

## Œuvres

### Roman
- La Danse de l'eau, Fayard, 2021 ((en) The Water Dancer, One World, 2019), trad. Pierre Demarty, 480 p.  (ISBN 978-2-213-71654-1) « Hiram, jeune esclave, fils du propriétaire (blanc) de la plantation de tabac où il vit, est doté d’une mémoire prodigieuse ; il est pourtant hanté par l’absence du seul souvenir qui lui manque, celui de sa mère, vendue dans son enfance, dont nulle image ne lui reste. Il semble que celle-ci lui ait légué un mystérieux pouvoir – la « conduction » – qui lui permettrait, s’il parvenait à le maîtriser, de fuir enfin l’asservissement en compagnie de la belle Sophia[11]. »

#### Réception
- « Pour son premier roman, l’écrivain a cherché à rendre tangible la vie des esclaves afro-américains, en s’inspirant de leurs mythes[12]. »

### Autres écrits
- (en) Asphalt Sketches, Sundiata Publications, 1990
- Le Grand Combat, Autrement, 2017 ((en) The Beautiful Struggle: A Father, Two Sons, and an Unlikely Road to Manhood, Spiegel & Grau, 2008  (ISBN 978-0-385-52684-5)), trad. Karine Lalechère, 267 p.  (ISBN 978-2-7467-4459-2)
- Le Procès de l'Amérique : plaidoyer pour une réparation, Autrement, 2017 ((en) The Case for Reparations, 2014), trad. Karine Lalechère, 96 p.  (ISBN 978-2-7467-4464-6)Préface de Christiane Taubira.
- Une colère noire : lettre à mon fils, Autrement, 2016 ((en) Between the World and Me, Spiegel & Grau, 2015  (ISBN 978-0812993547)), trad. Thomas Chaumont, 205 p.  (ISBN 978-2746743410)
- Huit ans au pouvoir : une tragédie américaine, Présence africaine, 2018 ((en) We Were Eight Years in Power - An American Tragedy, One World, 2017  (ISBN 978-0-399-59056-6)), trad. Diana Hochraich, 303 p.  (ISBN 978-2-321-01361-7)
- (en) The Message, One World, 2024  (ISBN 978-0-593-23038-1)

### Distinctions littéraires (sélection)
- 2015 : Prix National Book Award for Nonfiction (en) pour Une colère noire (2015)
- 2018 : Dayton Literary Peace Prize (en) pour We Were Eight Years in Power (2017)
- 2020 : Prix British Fantasy Society (en) pour La Danse de l'eau (2019)
- 2020 : Prix Sydney J. Bounds du meilleur nouvel auteur[13]

## Critiques
Coates est critiqué par Cornel West — une « référence intellectuelle noire » selon Le Monde, qui se définit comme « socialiste non marxiste » —, qui juge la vision de Ta-Nehisi Coates « dangereusement trompeuse ». Il lui reproche notamment son « fétichisme » pour le suprémacisme blanc, « tout-puissant, magique et immarcescible », qui selon lui l'empêche de dresser un bilan critique de la présidence de Barack Obama.
Ces divergences entre les deux hommes s'inscrivent également dans le cadre d'une rivalité pour le leadership intellectuel noir aux États-Unis.